# José Pimentel Montenegro
José Pimentel Montenegro, marqués de Bóveda de Limia, (Pontevedra, 30 de marzo de 1786 - Arciniega, 30 de enero de 1838) fue un militar español. 

## Biografía
Fue bautizado en la parroquia de Santa María la Mayor de Pontevedra. Se educó en el Real Seminario de Nobles de Madrid, y empezó su carrera militar de caballero cadete en el regimiento provincial de Pontevedra, en el que habla obtenido ya el empleo da teniente cuando pasó al regimiento infantería de La Unión, cuerpo que, por su brillante comportamiento en la célebre jornada de Puente Sampayo, mereció el sobrenombre del león de San Payo. Se distinguió en dicha memorable acción y en otras de guerra, especialmente en el combate de Arroyo-Molinos y en la batalla de Vitoria, llegando a alcanzar el empleo de teniente coronel al concluir la Guerra de la Independencia.
En 1816 fue nombrado caballero de la Real y Militar Orden de San Hermenegildo. Al estallar la revolución de 1820 en la Coruña, se unió a los realistas, y habiéndosele destinado después de guarnición a Jaca, tomó parte activa en el pronunciamiento absolutista de dicha plaza, apoderándose por sorpresa del castillo, rindió las tropas constitucionales que lo defendían, por cuyo hecho la regencia realista de Urgel le concedió el empleo de coronel y la cruz de San Fernando.
Restablecido el Gobierno absoluto, desempeñó el mando de varios regimientos. A la muerte de Fernando VII fue separado del ejército por sus marcadas ideas antiliberales y emigró á Portugal. Sirvió después en la guerra carlista, obteniendo por varias acciones el entorchado de brigadier y después la faja de mariscal de campo con motivo de la victoria alcanzada en la batalla de Villar de los Navarros por las huestes de Don Carlos, quien le nombró comandante general de Castilla.
Al poco tiempo una bala de cañón destrozó su cabeza en la acción de Arciniega, el 30 de enero de 1838, al dirigir al frente de las tropas de su mando un ataque a la bayoneta, y aquel mismo día firmaba Don Carlos un decreto nombrándole secretario de Estado y del despacho de Guerra.
Tuvo entre sus ascendientes distinguidos militares, cual lo declara su abuelo paterno Benito Pimentel Espinosa Feijóo y Berbetosos, marqués de Bóveda de Limia, regidor perpetuo de Orense, capitán del regimiento de Monterrey (1768) y del de Betanzos (1772), al solicitar del ayuntamiento de Santiago, en 1783, le propusiese para ocupar la plaza vacante de coronel del provincial de Compostela. Dice en su instancia:

«... En él siglo pasado y glorioso reinado del señor don Felipe IV, sirvió á la Real Corona mi bisabuelo don Ñuño de Espinosa, por espacio de diez y nueve años continuados en el Exército de Galicia contra Portugal, y sucesivamente otros siete en los estados de Flandes. Sirvieron también por diez años continuados mis terceros tíos don Juan Feijóo y don Lope Feijóo, capitanes de caballería, hasta que fallecieron, verificándose la muerte de éste de las heridas que recibió en el sitio de Olivenza, año de 1742. Asimismo continuaron sirviendo á la Real Corona tres hijos de dicho don Ñuño, hermanos de mi abuelo, es, á saber: el maestre de campo don Jacinto Antonio de Espinosa Feijóo, caballero de la orden de Santiago, veintitrés años en Flandes, Cataluña y Ceuta, donde murió, año de 1696: el capitán don José Bernardino Espinosa y Feijóo, por espacio de más de veintiséis años en dichos Estados de Flandes, y don Martín Carlos Espinosa Feijóo, caballero de la orden de Santiago, diez años en los empleos de capitán de infantería, caballería y el de coronel de alemanes en los repetidos Estados de Flandes, hasta que perdió el brazo derecho en el sitio de Mons en un avance que se dio á aquella plaza, y, posteriormente, sirvió el gobierno de Jaca en el reino de Aragón, terminando su vida en servicio del rey y señor don Felipe V».